# فيلي مكدونالد
فيلي مكدونالد (بالإنجليزية: Willie McDonald)‏ (9 ديسمبر 1908 في المملكة المتحدة - 1979 في المملكة المتحدة) هو لاعب كرة قدم بريطاني (وحمل سابقاً جنسية المملكة المتحدة لبريطانيا العظمى وأيرلندا) في مركزي الهجوم ومهاجم داخلي. لعب مع مانشستر يونايتد ونادي ترانمير روفرز لكرة القدم.